# Xyridea hirticollis
Xyridea hirticollis är en skalbaggsart som beskrevs av Blackburn 1912. Xyridea hirticollis ingår i släktet Xyridea och familjen Melolonthidae. Inga underarter finns listade i Catalogue of Life.